# عرسمة (ريمة)

تعديل مصدري - تعديل

قرية عرسمة  هي إحدى قرى عزلة رماع الواقعة ضمن مديرية الجعفرية التابعة لمحافظة ريمة، بلغ تعداد سكانها (820) نسمة حسب تعداد اليمن لعام 2004.

## المحلات التابعة للقرية
- شعب القرية
- الزوق
- الشدادية
- الدرج
- شبان

## روابط خارجية
- الدليل الشامــل